# 집사부일체의 사부 목록
아래는 SBS TV에서 예능 프로그램 《집사부일체》의 역대 사부 목록이다.

## 에피소드

### 2017년, 2018년 시즌1
| 역대 | 사부                           | 방송 기간                                    | 방송 회차 |
| ---- | ------------------------------ | -------------------------------------------- | --------- |
| 1대  | 전인권                         | 2017년 12월 31일, 2018년 1월 7일, 1월 14일   | 1 ~ 3회   |
| 2대  | 이대호                         | 2018년 1월 21일, 1월 28일                    | 4 ~ 5회   |
| 3대  | 최불암                         | 2018년 2월 4일, 2월 11일                     | 6 ~ 7회   |
| 4대  | 윤여정                         | 2018년 2월 25일, 3월 4일                     | 8 ~ 9회   |
| 5대  | 이승훈                         | 2018년 3월 11일, 3월 18일                    | 10 ~ 11회 |
| 6대  | 보아                           | 2018년 3월 25일, 4월 1일                     | 12 ~ 13회 |
| 7대  | 박항서                         | 2018년 4월 8일, 4월 15일, 4월 22일           | 14 ~ 16회 |
| 8대  | 차인표                         | 2018년 4월 22일, 4월 29일, 5월 6일           | 16 ~ 18회 |
| 9대  | 법륜스님                       | 2018년 5월 13일, 5월 20일                    | 19 ~ 20회 |
| 10대 | 이선희                         | 2018년 5월 27일, 6월 3일                     | 21 ~ 22회 |
| 11대 | 박지성                         | 2018년 6월 10일, 6월 17일                    | 23 ~ 24회 |
| 12대 | 고두심                         | 2018년 6월 24일, 7월 1일                     | 25 ~ 26회 |
| 13대 | 설민석                         | 2018년 7월 8일, 7월 15일                     | 27 ~ 28회 |
| 14대 | 이덕화                         | 2018년 7월 22일, 7월 29일                    | 29 ~ 30회 |
| 15대 | 유준상                         | 2018년 8월 5일, 8월 12일                     | 31 ~ 32회 |
| 16대 | 강산에                         | 2018년 8월 26일, 9월 2일                     | 33 ~ 34회 |
| 17대 | 신애라                         | 2018년 9월 9일, 9월 16일, 9월 23일, 9월 30일 | 35 ~ 38회 |
| 18대 | 김병만                         | 2018년 10월 7일, 10월 14일                   | 39 ~ 40회 |
| 19대 | 이문세                         | 2018년 10월 21일, 10월 28일                  | 41 ~ 42회 |
| 20대 | 노희영                         | 2018년 11월 11일                             | 43회      |
| 21대 | 김수미                         | 2018년 11월 18일, 11월 25일                  | 44 ~ 45회 |
| 22대 | 손예진                         | 2018년 12월 2일, 12월 9일                    | 46 ~ 47회 |
| 23대 | 이순재                         | 2018년 12월 16일, 12월 23일                  | 48 ~ 49회 |
| 24대 | 유민상, 김준현, 문세윤, 김민경 | 2018년 12월 30일                             | 50회      |

### 2019년 시즌1
| 역대 | 사부                                    | 방송 기간                             | 방송 회차 |
| ---- | --------------------------------------- | ------------------------------------- | --------- |
| 25대 | 션                                      | 2019년 1월 6일                        | 51회      |
| 26대 | 최민수                                  | 2019년 1월 13일, 1월 20일             | 52 ~ 53회 |
| 27대 | 이연복                                  | 2019년 1월 27일, 2월 3일              | 54 ~ 55회 |
| 28대 | 이상화                                  | 2019년 2월 10일, 2월 17일             | 56 ~ 57회 |
| 29대 | 유세윤                                  | 2019년 2월 24일, 3월 3일              | 58 ~ 59회 |
| 30대 | 박진영                                  | 2019년 3월 10일, 3월 17일             | 60 ~ 61회 |
| 31대 | 강형욱                                  | 2019년 3월 24일, 3월 31일             | 62 ~ 63회 |
| 32대 | 양희은                                  | 2019년 4월 7일, 4월 14일              | 64 ~ 65회 |
| 33대 | 전유성                                  | 2019년 4월 21일, 4월 28일             | 66 ~ 67회 |
| 34대 | 배몽기, 홍범석, 조명수, 이진희 (소방관) | 2019년 5월 5일, 5월 12일              | 68 ~ 69회 |
| 35대 | 정두홍                                  | 2019년 5월 19일, 5월 26일             | 70 ~ 71회 |
| 36대 | 이서진                                  | 2019년 6월 2일, 6월 9일               | 72 ~ 73회 |
| 37대 | 인요한                                  | 2019년 6월 16일, 6월 23일             | 74 ~ 75회 |
| 38대 | 베르나르 베르베르                       | 2019년 6월 23일, 7월 7일              | 75 ~ 76회 |
| 39대 | 장윤정                                  | 2019년 7월 14일, 7월 21일             | 77 ~ 78회 |
| 40대 | 정정용                                  | 2019년 7월 28일                       | 79회      |
| 41대 | 최수종                                  | 2019년 8월 4일, 8월 11일              | 80 ~ 81회 |
| 42대 | 허재                                    | 2019년 8월 18일                       | 82회      |
| 43대 | 노사연, 이무송 (부부)                   | 2019년 8월 25일, 9월 1일              | 83 ~ 84회 |
| 44대 | 박지우, 제이블랙                        | 2019년 9월 8일, 9월 15일              | 85 ~ 86회 |
| 45대 | 장나라, 유병재, 프니엘, 신승환          | 2019년 9월 22일, 9월 29일             | 87 ~ 88회 |
| 46대 | 정찬성                                  | 2019년 10월 6일, 10월 13일            | 89 ~ 90회 |
| 47대 | 박찬호                                  | 2019년 10월 20일, 10월 27일           | 91 ~ 92회 |
| 48대 | 김건모                                  | 2019년 11월 3일, 11월 10일            | 93 ~ 94회 |
| 49대 | 이영애                                  | 2019년 11월 24일, 12월 1일            | 95 ~ 96회 |
| 50대 | 김병만                                  | 2019년 12월 8일, 12월 15일, 12월 22일 | 97 ~ 99회 |
| 51대 | 문소리, 장준환                          | 2019년 12월 29일                      | 100회     |

### 2020년 시즌1
| 역대 | 사부                                   | 방송 기간                   | 방송 회차   | 비고  |
| ---- | -------------------------------------- | --------------------------- | ----------- | ----- |
| 51대 | 문소리, 장준환                         | 2020년 1월 5일              | 101회       | [ 1 ] |
| 52대 | 장진우 (국가대표 치어리딩팀 감독)      | 2020년 1월 12일, 1월 19일   | 102 ~ 103회 | [ 2 ] |
| 53대 | 박세리, 김동현, 최병철, 조준호, 곽윤기 | 2020년 1월 26일, 2월 2일    | 104 ~ 105회 |       |
| 54대 | 김남길                                 | 2020년 2월 9일, 2월 16일    | 106 ~ 107회 |       |
| 55대 | 박현빈, 홍진영                         | 2020년 2월 23일, 3월 1일    | 108 ~ 109회 |       |
| 56대 | 이세돌                                 | 2020년 3월 8일, 3월 15일    | 110 ~ 111회 | [ 3 ] |
| 57대 | 김덕수                                 | 2020년 3월 22일, 3월 29일   | 112 ~ 113회 |       |
| 58대 | 숀 리, 임지호, 박경화                  | 2020년 4월 5일, 4월 12일    | 114 ~ 115회 |       |
| 59대 | SBS 8 뉴스 아나운서                    | 2020년 4월 19일, 4월 26일   | 116 ~ 117회 |       |
| 60대 | 진종오, 이대훈, 양학선, 서고은         | 2020년 5월 3일, 5월 10일    | 118 ~ 119회 | [ 4 ] |
| 61대 | 신승훈                                 | 2020년 5월 17일, 5월 24일   | 120 ~ 121회 |       |
| 62대 | 김연경                                 | 2020년 5월 31일, 6월 7일    | 122 ~ 123회 |       |
| 63대 | 엄정화                                 | 2020년 6월 14일, 6월 21일   | 124 ~ 125회 |       |
| 64대 | 남궁훈                                 | 2020년 6월 28일             | 126회       |       |
| 65대 | 존 리                                  | 2020년 7월 5일              | 127회       |       |
| 66대 | 이정현                                 | 2020년 7월 12일, 7월 19일   | 128 ~ 129회 |       |
| 67대 | 박나래, 장도연                         | 2020년 7월 26일, 8월 2일    | 130 ~ 131회 |       |
| 68대 | 추성훈                                 | 2020년 8월 9일              | 132회       |       |
| 69대 | 최현미                                 | 2020년 8월 16일             | 133회       |       |
| 70대 | 김희선                                 | 2020년 8월 23일, 8월 30일   | 134 ~ 135회 |       |
| 71대 | 박인철                                 | 2020년 9월 6일              | 136회       |       |
| 72대 | 이근                                   | 2020년 9월 13일, 9월 20일   | 137 ~ 138회 | [ 5 ] |
| 73대 | 타일러 라쉬, 설민석                    | 2020년 9월 27일             | 139회       |       |
| 74대 | 임창정                                 | 2020년 10월 4일, 10월 11일  | 140 ~ 141회 |       |
| 75대 | 배성우                                 | 2020년 10월 18일, 10월 25일 | 142 ~ 143회 |       |
| 76대 | 지춘희                                 | 2020년 11월 1일             | 144회       |       |
| 77대 | 이적                                   | 2020년 11월 8일             | 145회       |       |
| 78대 | 이승기                                 | 2020년 11월 15일            | 146회       |       |
| 79대 | 이동국                                 | 2020년 11월 22일, 11월 29일 | 147 ~ 148회 |       |
| 80대 | 이형택, 전미라                         | 2020년 12월 6일             | 149회       |       |
| 81대 | 정재형                                 | 2020년 12월 13일, 12월 20일 | 150 ~ 151회 |       |
| 82대 | 류현진                                 | 2020년 12월 27일            | 152회       |       |

### 2021년 시즌1
| 역대  | 사부                                                    | 방송 기간                                    | 방송 회차   | 비고   |
| ----- | ------------------------------------------------------- | -------------------------------------------- | ----------- | ------ |
| 82대  | 류현진                                                  | 2021년 1월 3일                               | 153회       |        |
| 83대  | 최정원, 김소현, 차지연, 제프리 존스                     | 2021년 1월 10일, 1월 17일                    | 154 ~ 155회 |        |
| 84대  | 임태혁, 박정우, 노범수, 허선행 (씨름선수)               | 2021년 1월 24일                              | 156회       |        |
| 85대  | 강성태, 김지훈 (2021 수능만점자)                        | 2021년 1월 31일                              | 157회       |        |
| 86대  | 인교진, 소이현                                          | 2021년 2월 7일                               | 158회       |        |
| 87대  | 유진                                                    | 2021년 2월 14일, 2월 21일                    | 159 ~ 160회 | [ 6 ]  |
| 88대  | 슈카                                                    | 2021년 2월 28일                              | 161회       |        |
| 89대  | 이상민, 탁재훈                                          | 2021년 3월 7일, 3월 14일, 3월 21일, 3월 28일 | 162 ~ 165회 |        |
| 90대  | 이경규                                                  | 2021년 3월 28일, 4월 4일, 4월 11일           | 165 ~ 167회 |        |
| 91대  | 김종국                                                  | 2021년 4월 18일, 4월 25일                    | 168 ~ 169회 |        |
| 92대  | 경복궁                                                  | 2021년 5월 2일                               | 170 회      |        |
| 93대  | 안정환                                                  | 2021년 5월 9일, 5월 16일                     | 171 ~ 172회 | [ 7 ]  |
| 94대  | 김태원, 김경호, 박완규                                  | 2021년 5월 23일                              | 173회       | [ 7 ]  |
| 95대  | 타일러 라쉬, 알베르토 몬디, 럭키, 로빈 데이아나, 마국진 | 2021년 5월 30일, 6월 6일                     | 174 ~ 175회 | [ 7 ]  |
| 96대  | 이장희                                                  | 2021년 6월 13일, 6월 20일                    | 176 ~ 177회 | [ 8 ]  |
| 97대  | 해양경찰                                                | 2021년 6월 27일, 7월 4일                     | 178 ~ 179회 |        |
| 98대  | 김수미                                                  | 2021년 7월 11일                              | 180회       | [ 9 ]  |
| 99대  | 이금희                                                  | 2021년 7월 18일                              | 181회       |        |
| 100대 | 김정환, 구본길, 오상욱, 김준호                          | 2021년 8월 15일, 8월 22일                    | 182 ~ 183회 |        |
| 101대 | 오진혁, 김우진, 강채영, 장민희, 김제덕, 안산            | 2021년 8월 22일, 8월 29일                    | 183 ~ 184회 | [ 10 ] |
| 102대 | 김은희                                                  | 2021년 9월 5일, 9월 12일                     | 185 ~ 186회 | [ 11 ] |
| 103대 | 윤석열                                                  | 2021년 9월 19일                              | 187회       |        |
| 104대 | 이재명                                                  | 2021년 9월 26일                              | 188회       |        |
| 105대 | 이낙연                                                  | 2021년 10월 3일                              | 189회       |        |
| 106대 | 오은영                                                  | 2021년 10월 10일, 10월 17일                  | 190 ~ 191회 |        |
| 107대 | 박종복                                                  | 2021년 10월 24일                             | 192회       |        |
| 108대 | 한문철                                                  | 2021년 10월 31일                             | 193회       | [ 12 ] |
| 109대 | 모니카, 아이키, 가비, 리정, 립제이, 뤠이젼, 리안, 여진  | 2021년 11월 7일, 11월 14일                   | 194 ~ 195회 |        |
| 110대 | 이경실, 박선영, 최여진, 양은지, 후지모토 사오리         | 2021년 11월 21일                             | 196회       |        |
| 111대 | 김창옥                                                  | 2021년 11월 28일                             | 197회       | [ 13 ] |
| 112대 | 홍혜걸, 여에스더                                        | 2021년 12월 5일                              | 198회       |        |
| 113대 | 우영미                                                  | 2021년 12월 12일                             | 199회       | [ 13 ] |
| 114대 | 정재형                                                  | 2021년 12월 19일, 12월 26일                  | 200 ~ 201회 | [ 14 ] |

### 2022년 시즌1
| 역대  | 사부                                 | 방송 기간                          | 방송 회차    | 비고          |
| ----- | ------------------------------------ | ---------------------------------- | ------------ | ------------- |
| 115대 | 배상민                               | 2022년 1월 2일, 1월 9일            | 202 ~ 203회  |               |
| 116대 | 김동환, 전원주, 박종복, 김승주       | 2022년 1월 9일, 1월 16일           | 203 ~ 204회  |               |
| 117대 | 김영철, 타일러 라쉬                  | 2022년 1월 23일                    | 205회        | [ 15 ]        |
| 118대 | 루이스, 제임스, 료                   | 2022년 1월 30일                    | 206회        |               |
| 119대 | 유용욱                               | 2022년 2월 6일                     | 207회        | [ 16 ]        |
| 120대 | 정관 스님                            | 2022년 2월 20일                    | 208회        | [ 16 ]        |
| 121대 | 권일용, 박지선, 이동원 PD, 도준우 PD | 2022년 2월 27일, 3월 13일          | 209회, 211회 | [ 17 ]        |
| 122대 | 최민정, 황대헌, 배성재, 박승희       | 2022년 3월 6일                     | 210회        | [ 18 ]        |
| 123대 | 배종옥                               | 2022년 3월 20일                    | 212회        | [ 17 ]        |
| 124대 | 정재승                               | 2022년 3월 27일, 4월 3일, 4월 10일 | 213 ~ 215회  | [ 17 ] [ 19 ] |
| 125대 | 김응수                               | 2022년 4월 17일                    | 216회        | [ 20 ] [ 21 ] |
| 126대 | 유현준                               | 2022년 4월 24일, 5월 1일           | 217 ~ 218회  | [ 22 ]        |
| 127대 | 정찬성, 추성훈                       | 2022년 5월 8일, 5월 15일           | 219 ~ 220회  | [ 23 ]        |
| 128대 | 홍혜걸, 여에스더, 서현철, 정재은     | 2022년 5월 22일                    | 221회        | [ 23 ]        |
| 129대 | 김주원                               | 2022년 5월 29일                    | 222회        | [ 23 ]        |
| 130대 | 김영하                               | 2022년 6월 5일, 6월 12일           | 223 ~ 224회  | [ 16 ]        |
| 131대 | 조수미                               | 2022년 6월 19일, 6월 26일          | 225 ~ 226회  | [ 24 ]        |
| 132대 | 청와대                               | 2022년 7월 3일, 7월 10일           | 227 ~ 228회  | [ 25 ] [ 26 ] |
| 133대 | 이소라                               | 2022년 7월 17일                    | 229회        |               |
| 134대 | 곽재식                               | 2022년 7월 24일                    | 230회        |               |
| 135대 | 이인형, 윤정섭, 박준영               | 2022년 7월 31일                    | 231회        |               |
| 136대 | 이정재, 정우성                       | 2022년 8월 7일, 8월 14일           | 232 ~ 233회  |               |
| 137대 | 신현준, 정준호                       | 2022년 8월 21일, 8월 28일          | 234 ~ 235회  |               |
| 138대 | 한상보, 홍성우, 임익강               | 2022년 9월 4일, 9월 11일           | 236 ~ 237회  |               |
| 139대 | 송창식                               | 2022년 9월 18일                    | 238회        |               |